# Heikertingerella mimochirgua
Heikertingerella mimochirgua là một loài bọ cánh cứng trong họ Chrysomelidae. Loài này được Savini miêu tả khoa học năm 1999.